# Белгрейвия

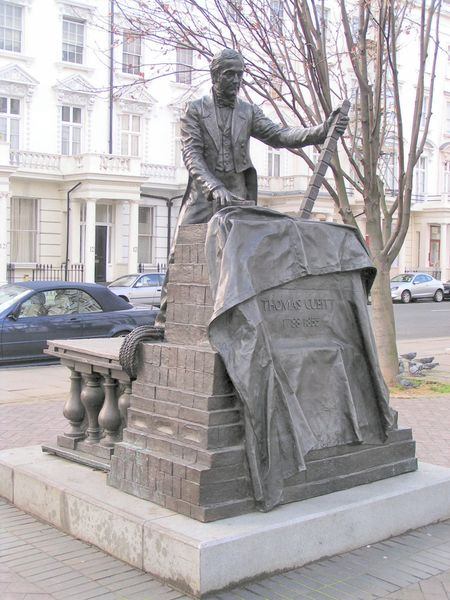
Памятник Томасу Кьюбитту, который занимался застройкой Белгрейвии и Пимлико в XIX веке

Белгрейвия (Белгравия) (англ. Belgravia) — район Вестминстера к юго-западу от Букингемского дворца. На востоке граничит с Мейфэром, на западе — с Найтсбриджем и Челси, на севере — с Гайд-парком, на юге — с Пимлико.
Свой нынешний облик Белгрейвия и её главные площади (Белгрейв-сквер, Итон-сквер, Гросвенор-плейс) получили благодаря усилиям Ричарда Гровенора, второго маркиза Вестминстера (1795—1869), который назвал район в честь деревушки Белгрейв поблизости от своего загородного дома, Итон-холла в графстве Чешир. Белгрейвия начинала застраиваться в 1825 году. Несмотря на то, что архитектор Томас Кьюбитт был молод (ему было тогда лишь 35 лет), здания, выстроенные на улицах Белгрейвии, получились не легковесные, а изысканно величавые.
Первый дом в Белгрейвии был куплен графом Эссексом, после чего приобретать здесь недвижимость стало модным. Сначала, как правило, для обустройства семейного гнезда строили небольшие квартиры, позднее они росли как в размерах, так и в цене. Одной из причин было то, что Белгрейвия, несмотря на свое месторасположение, — гораздо более уютное и спокойное место для жизни, чем её более оживлённые «соседи».
Со времён Регентства район Белгрейвия слыл одним из самых фешенебельных в английской столице. Здесь проживали многие поколения британской элиты, а также состоятельные иностранцы. Российский миллиардер Олег Дерипаска, например, владеет особняком на Белгрейв-сквер.
Белгрейвия по праву считается одним из самых дорогих районов Лондона. В 2011 году там было продано почти 15 % всех лондонских домов стоимостью выше миллиона фунтов, 18,5 % всех домов стоимостью выше пяти миллионов фунтов и 17 % всех домов стоимостью выше десяти миллионов фунтов.